# 보저우시
보저우(한국어: 박주, 중국어: 亳州, 병음: Bózhōu)은 안후이성 북쪽에 위치한 지급시이다.
동쪽으로 화이베이, 남동쪽으로 벙부, 남서쪽으로 푸양, 남쪽으로 화이난, 북쪽으로 허난성과 접한다.

## 역사
보저우는 당나라 때 추가된 군으로 수나라 때는 초군(譙郡)에 속하기도 했다.
1355년 원나라 때 유복통(劉福通)은 한림아(韓林兒)를 황제로 추대한 후 소명왕(小明王)이라고 칭하고 박주를 수도로 삼았다.
1368년에 박군은 현으로 격하되었다. 1496년에 군이 재설치되었다. 1912년에 보 현으로 격하되었다. 1986년 5월에 푸양 지구(阜陽地區)의 현급시인 보저우 시로 승격하였다. 1996년에 보저우는 성직할시로 승격되었고 1998년 2월 이래 성직할시가 되었다. 2000년 7월에 보저우는 지급시가 되었다.

## 교통

### 철도
- 보저우 역

## 경제
보저우는 현재 중국전통의학의 수도로 중국에서 가장 큰 전통의학 시장 중 하나가 이곳에 있다. 2008년에 보저우를 기반으로 한 회사들은 16만 톤을 해외로 수출하였고 24만 톤을 국내에 판매하였다. 중국전통의학의 제1의 도시라는 점 때문에 상대적으로 서구화는 덜 진행되어있다. 국제 중국전통의학 박람회가 매년 9월 9일에 열리며 중국전통의학에 대해 논의하기 위해 온 각국의 대표들을 볼 수 있다.
이곳은 중국의 주요한 철로인 베이징에서 남쪽으로 가는 노선과 상하이에서 서쪽으로 가는 노선이 위치해있어 사람과 상품 교통에 용이하다.
보저우의 인구는 중국 도시들의 평균에 비해 적은 편이다. 하지만 여전히 발전하고 팽창하고 있으며 국제적으로 알려진 몇 안되는 도시 중 하나이다.

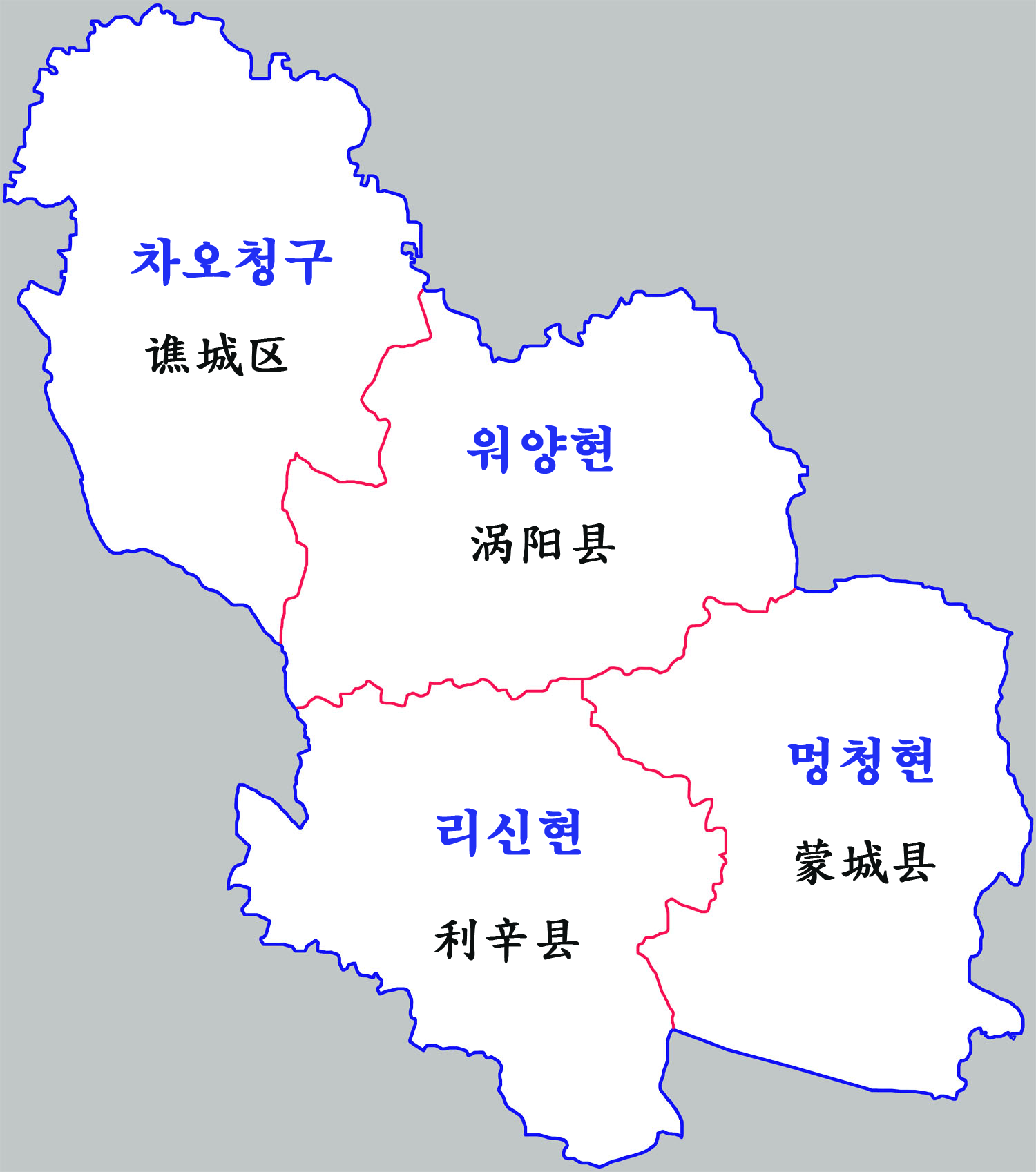
보저우시 현급행정구역도

## 기후
| 보저우시의 기후                                               | 보저우시의 기후 | 보저우시의 기후 | 보저우시의 기후 | 보저우시의 기후 | 보저우시의 기후 | 보저우시의 기후 | 보저우시의 기후 | 보저우시의 기후 | 보저우시의 기후 | 보저우시의 기후 | 보저우시의 기후 | 보저우시의 기후 | 보저우시의 기후 |
| 월                                                            | 1월             | 2월             | 3월             | 4월             | 5월             | 6월             | 7월             | 8월             | 9월             | 10월            | 11월            | 12월            | 연간            |
| ------------------------------------------------------------- | --------------- | --------------- | --------------- | --------------- | --------------- | --------------- | --------------- | --------------- | --------------- | --------------- | --------------- | --------------- | --------------- |
| 역대 최고 기온 °C (°F)                                        | 22.6 (72.7)     | 26.6 (79.9)     | 29.1 (84.4)     | 34.9 (94.8)     | 39.1 (102.4)    | 41.3 (106.3)    | 42.1 (107.8)    | 40.6 (105.1)    | 37.0 (98.6)     | 35.0 (95.0)     | 29.9 (85.8)     | 21.1 (70.0)     | 42.1 (107.8)    |
| 일평균 최고 기온 °C (°F)                                      | 6.2 (43.2)      | 9.9 (49.8)      | 15.4 (59.7)     | 21.9 (71.4)     | 27.1 (80.8)     | 31.6 (88.9)     | 32.4 (90.3)     | 31.1 (88.0)     | 27.5 (81.5)     | 22.4 (72.3)     | 14.9 (58.8)     | 8.3 (46.9)      | 20.7 (69.3)     |
| 일일 평균 기온 °C (°F)                                        | 1.3 (34.3)      | 4.5 (40.1)      | 9.9 (49.8)      | 16.2 (61.2)     | 21.6 (70.9)     | 26.1 (79.0)     | 27.9 (82.2)     | 26.8 (80.2)     | 22.4 (72.3)     | 16.7 (62.1)     | 9.6 (49.3)      | 3.4 (38.1)      | 15.5 (60.0)     |
| 일평균 최저 기온 °C (°F)                                      | −2.3 (27.9)     | 0.4 (32.7)      | 5.3 (41.5)      | 11.1 (52.0)     | 16.5 (61.7)     | 21.3 (70.3)     | 24.3 (75.7)     | 23.4 (74.1)     | 18.4 (65.1)     | 12.4 (54.3)     | 5.5 (41.9)      | −0.3 (31.5)     | 11.3 (52.4)     |
| 역대 최저 기온 °C (°F)                                        | −18.3 (−0.9)    | −20.6 (−5.1)    | −11.3 (11.7)    | −3.0 (26.6)     | 3.9 (39.0)      | 11.6 (52.9)     | 16.6 (61.9)     | 13.8 (56.8)     | 4.5 (40.1)      | −1.2 (29.8)     | −8.8 (16.2)     | −17.5 (0.5)     | −20.6 (−5.1)    |
| 평균 강수량 mm (인치)                                         | 17.5 (0.69)     | 20.5 (0.81)     | 31.2 (1.23)     | 46.1 (1.81)     | 73.1 (2.88)     | 101.5 (4.00)    | 203.9 (8.03)    | 134.6 (5.30)    | 73.4 (2.89)     | 44.7 (1.76)     | 35.7 (1.41)     | 17.3 (0.68)     | 799.5 (31.49)   |
| 평균 강수일수 (≥ 0.1 mm)                                      | 4.2             | 5.1             | 5.5             | 6.2             | 7.7             | 7.5             | 11.3            | 10.9            | 8.1             | 6.0             | 6.2             | 4.4             | 83.1            |
| 평균 강설일수                                                 | 3.8             | 3.0             | 1.3             | 0               | 0               | 0               | 0               | 0               | 0               | 0               | 0.8             | 1.9             | 10.8            |
| 평균 상대 습도 (%)                                            | 66              | 64              | 62              | 64              | 66              | 66              | 77              | 80              | 74              | 68              | 68              | 67              | 69              |
| 평균 월간 일조시간                                            | 132.4           | 137.9           | 176.4           | 203.3           | 215.0           | 199.7           | 193.8           | 181.9           | 166.6           | 166.9           | 147.9           | 136.1           | 2,057.9         |
| 가능 일조율                                                   | 42              | 44              | 47              | 52              | 50              | 46              | 44              | 44              | 45              | 48              | 48              | 44              | 46              |
| 출처: 중국기상국 (평년값: 1991년~2020년, 극값: 1971년~2010년) |                 |                 |                 |                 |                 |                 |                 |                 |                 |                 |                 |                 |                 |

## 행정 구역
1개의 시할구와 3개의 현을 관할한다.
시할구
- 차오청 구(谯城区)

현
- 궈양 현(涡阳县)
- 리신 현(利辛县)
- 멍청 현(蒙城县)

## 유명 인물
- 조조 - 삼국시대 한나라의 승상이자 위왕(魏王)으로 훗날 위나라의 기틀을 다졌다.
- 화타 - 한나라 말기의 의사로 마취 요법의 첫 시술자로 알려져있다.